# Емельяновка (Оренбургская область)
Емелья́новка — село в Матвеевском районе Оренбургской области России. Административный центр Емельяновского сельсовета.

## География
Село находится в северо-западной части Оренбургской области, в пределах юго-западной оконечности Бугульминско-Белебеевской возвышенности, на левом берегу реки Большой Кинель, на расстоянии примерно 32 км (по прямой) к юго-востоку от села Матвеевка, административного центра района. Абсолютная высота — 123 м над уровнем моря.
Климат
Климат характеризуется как континентальный с морозной зимой и жарким летом. Среднегодовая температура составляет 2,3 — 2,9 °C. Средняя температура воздуха самого тёплого месяца (июля) — 19,4 — 20,2 °C (абсолютный максимум — 40 °C); самого холодного (января) — −15,3 — −14,7 °C (абсолютный минимум — −45 °C). Среднегодовое количество атмосферных осадков составляет 420—464 мм.
Часовой пояс
Село Емельяновка, как и вся Оренбургская область, находится в часовой зоне МСК+2. Смещение применяемого времени относительно UTC составляет +5:00.

## История
Село было основано переселенцами из Курской губернии в 1780 году. В 1850 году входило в состав Бугурусланского уезда Самарской губернии. Действовала деревянная однопрестольная Покровская церковь с колокольней, построенная в 1842 году на средства местных жителей. В 1930 году, в ходе коллективизации, был образован колхоз «Вольный труд».

## Население
| 2010 |
| ---- |
| 388  |

Гендерный состав
По данным Всероссийской переписи населения 2010 года, в гендерной структуре населения мужчины составляли 43,6 %, женщины — соответственно 56,4 %.
Национальный состав
Согласно результатам переписи 2002 года, в национальной структуре населения русские составляли 82 % из 534 чел.